# Landkreis Ostallgäu

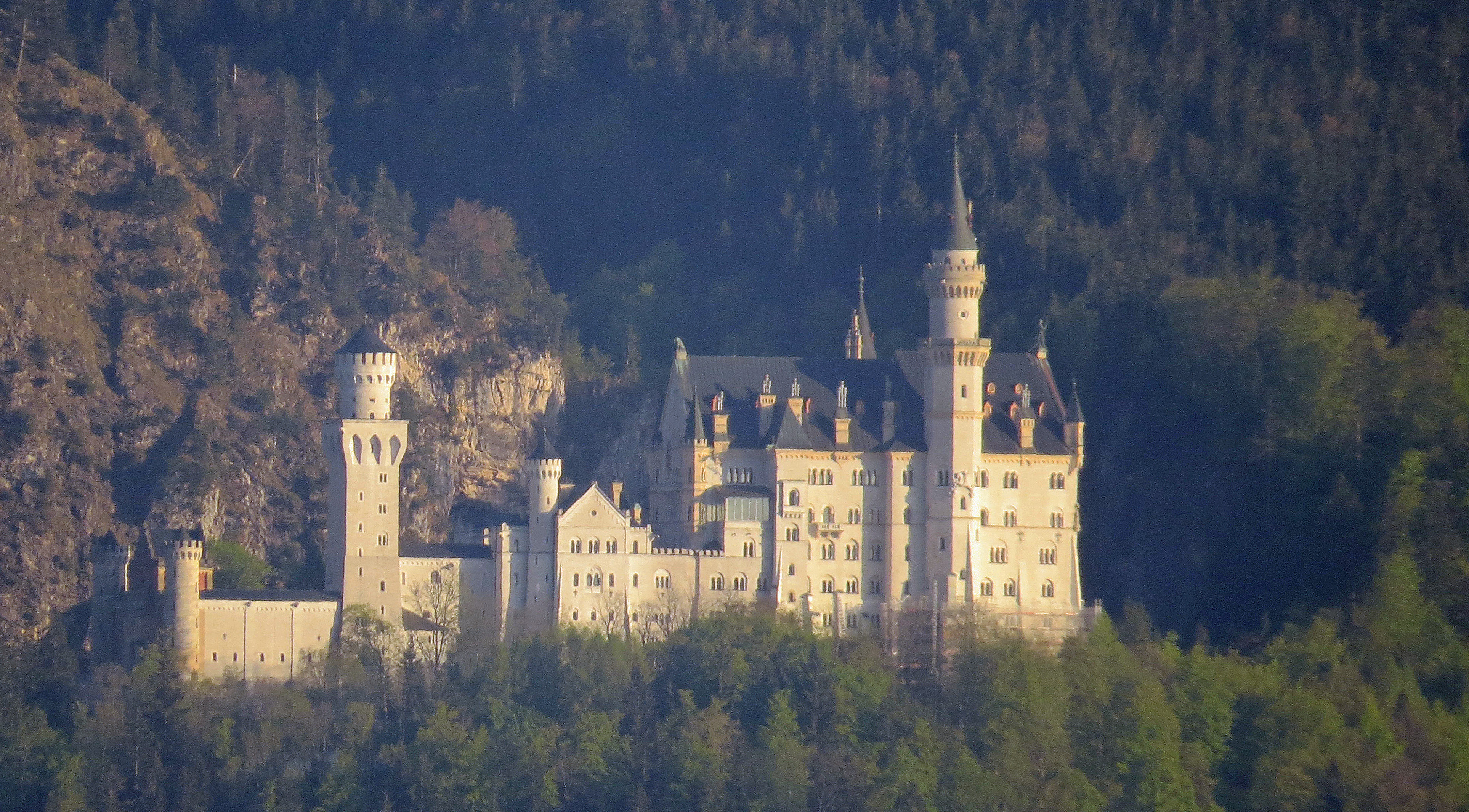
Schloss Neuschwanstein

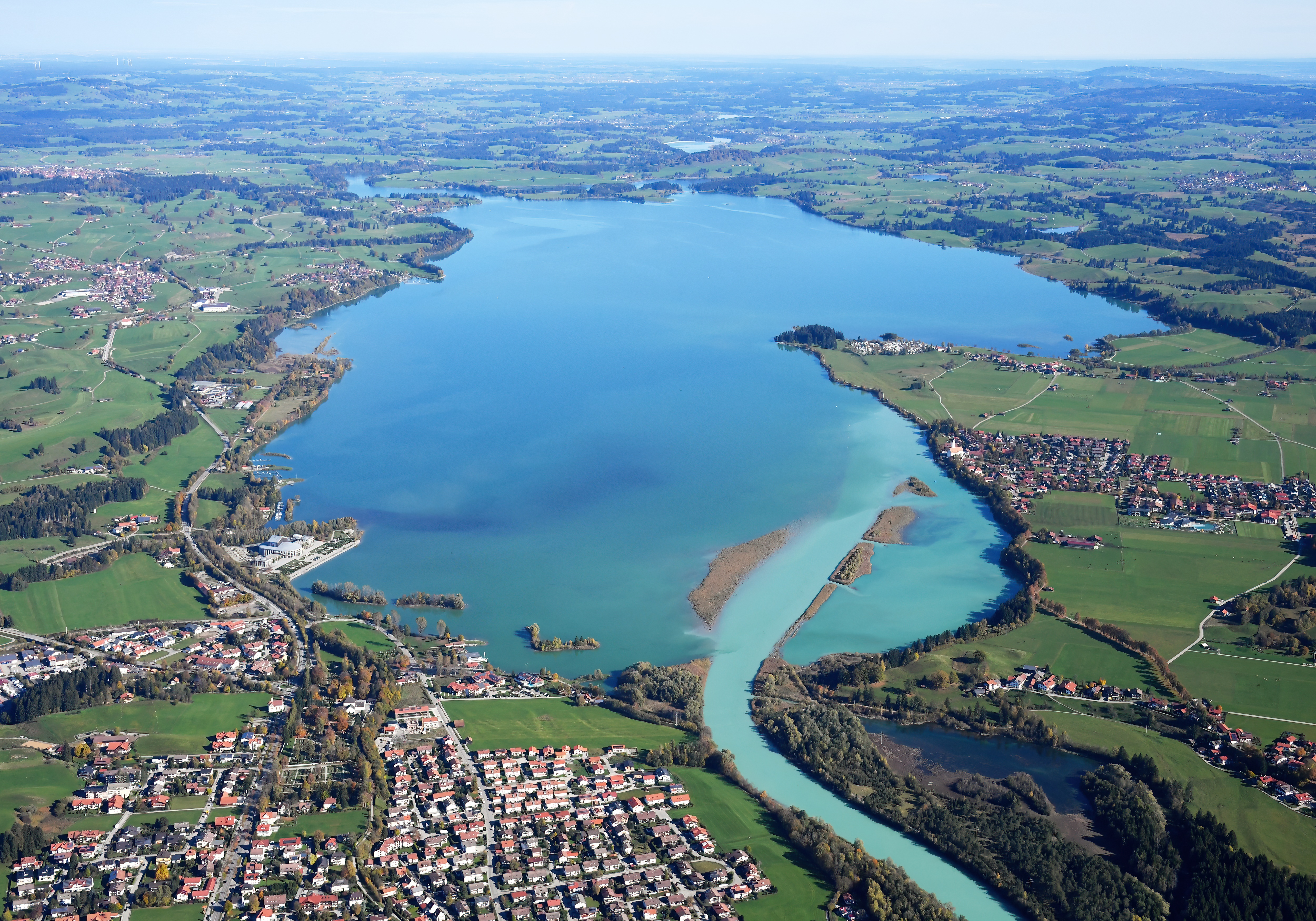
Forggensee

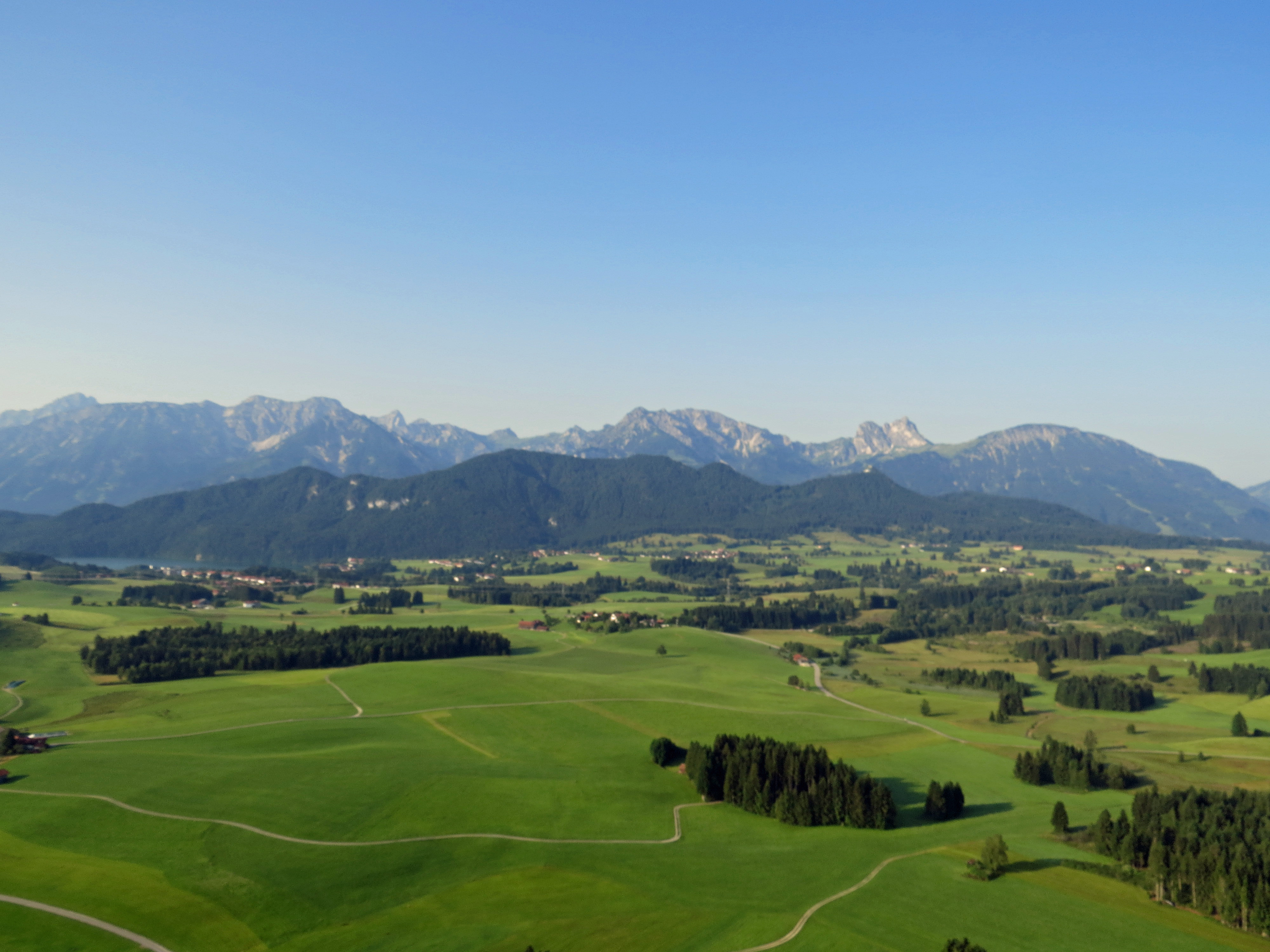
Südliches Ostallgäu

Der Landkreis Ostallgäu liegt im Südosten des bayerischen Regierungsbezirks Schwaben. Die kreisfreie Stadt Kaufbeuren ist ganz vom Landkreis Ostallgäu umgeben.

## Geographie

### Lage
Das Gebiet des Landkreises Ostallgäu umfasst im Süden die Alpen sowie deren Vorland. Im Norden schließt sich die schwäbisch-bayerische Hochebene an. Hier liegt bei Lamerdingen mit 578 m der niedrigste Punkt des Landkreises. Das alpine Gebiet zieht sich hinauf zur Hochplatte (2082 m) in den Ammergauer Alpen. Das Voralpengebiet besitzt auf rund 800 m Höhe eine Vielzahl von Weihern und Seen, wovon der Forggensee, ein vom Lech durchflossener Stausee, mit rund 16 km² der größte ist. Der Lech durchfließt das südöstliche Kreisgebiet. In der Mitte durchzieht die Wertach, ein linker Nebenfluss des Lechs, die bei Augsburg mündet, den Landkreis Ostallgäu von Süden nach Norden. Ganz im Westen entspringen auf den langgezogenen Riedelhochflächen die westliche und die östliche Günz sowie die Mindel, die bei Günzburg in die Donau münden.

### Nachbarkreise
Der Landkreis grenzt im Uhrzeigersinn im Westen beginnend an die Landkreise Oberallgäu, Unterallgäu, Augsburg, Landsberg am Lech, Weilheim-Schongau und Garmisch-Partenkirchen. Im Süden grenzt er an den Bezirk Reutte im österreichischen Bundesland Tirol.

## Geschichte

### Landgerichte
Bis 1803 gehörten große Teile des Ostallgäus zum Hochstift Augsburg. Nachdem das Gebiet an Bayern gefallen war, wurden 1804 die Landgerichte Buchloe, Füssen, Kaufbeuren, Oberdorf und Obergünzburg errichtet. 1809 wurde Kaufbeuren eine kreisunmittelbare Stadt. Diese gehörte ebenso wie die Landgerichte zunächst zum Illerkreis, ab 1817 zum Oberdonaukreis, der 1838 in Schwaben und Neuburg (später nur noch Schwaben) umbenannt wurde.

### Bezirksämter
Im Jahr 1862 wurden die Landgerichte Kaufbeuren und Buchloe zum Bezirksamt Kaufbeuren und die Landgerichte Oberdorf und Obergünzburg zum Bezirksamt Oberdorf (später Marktoberdorf) vereinigt, aus dem Landgericht Füssen entstand das gleichnamige Bezirksamt.

### Landkreise
Am 1. Januar 1939 wurde wie sonst überall im Deutschen Reich die Bezeichnung Landkreis eingeführt. So wurden aus den Bezirksämtern die Landkreise Füssen, Kaufbeuren und Marktoberdorf.

### Landkreis Ostallgäu
Im Rahmen der Gebietsreform in Bayern wurde am 1. Juli 1972 aus den folgenden Bestandteilen ein neuer Landkreis Marktoberdorf gebildet:
- Alle Gemeinden des alten Landkreises Marktoberdorf mit Ausnahme der Gemeinde Ingenried, die zum Landkreis Weilheim-Schongau im Regierungsbezirk Oberbayern kam
- Alle Gemeinden des Landkreises Füssen
- Alle Gemeinden des Landkreises Kaufbeuren mit Ausnahme der Gemeinden Hirschzell und Oberbeuren, die in die kreisfreie Stadt Kaufbeuren eingegliedert wurden, der Gemeinden Asch, Denklingen, Dienhausen, Ellighofen, Leeder, Oberdießen, Seestall und Unterdießen, die zum Landkreis Landsberg am Lech im Regierungsbezirk Oberbayern kamen sowie der Gemeinde Schlingen, die zum Landkreis Unterallgäu kam.

Der neue Landkreis wurde am 1. Mai 1973 in Landkreis Ostallgäu umbenannt. Sitz des Landratsamtes und damit Kreishauptstadt blieb Marktoberdorf.

### Einwohnerentwicklung

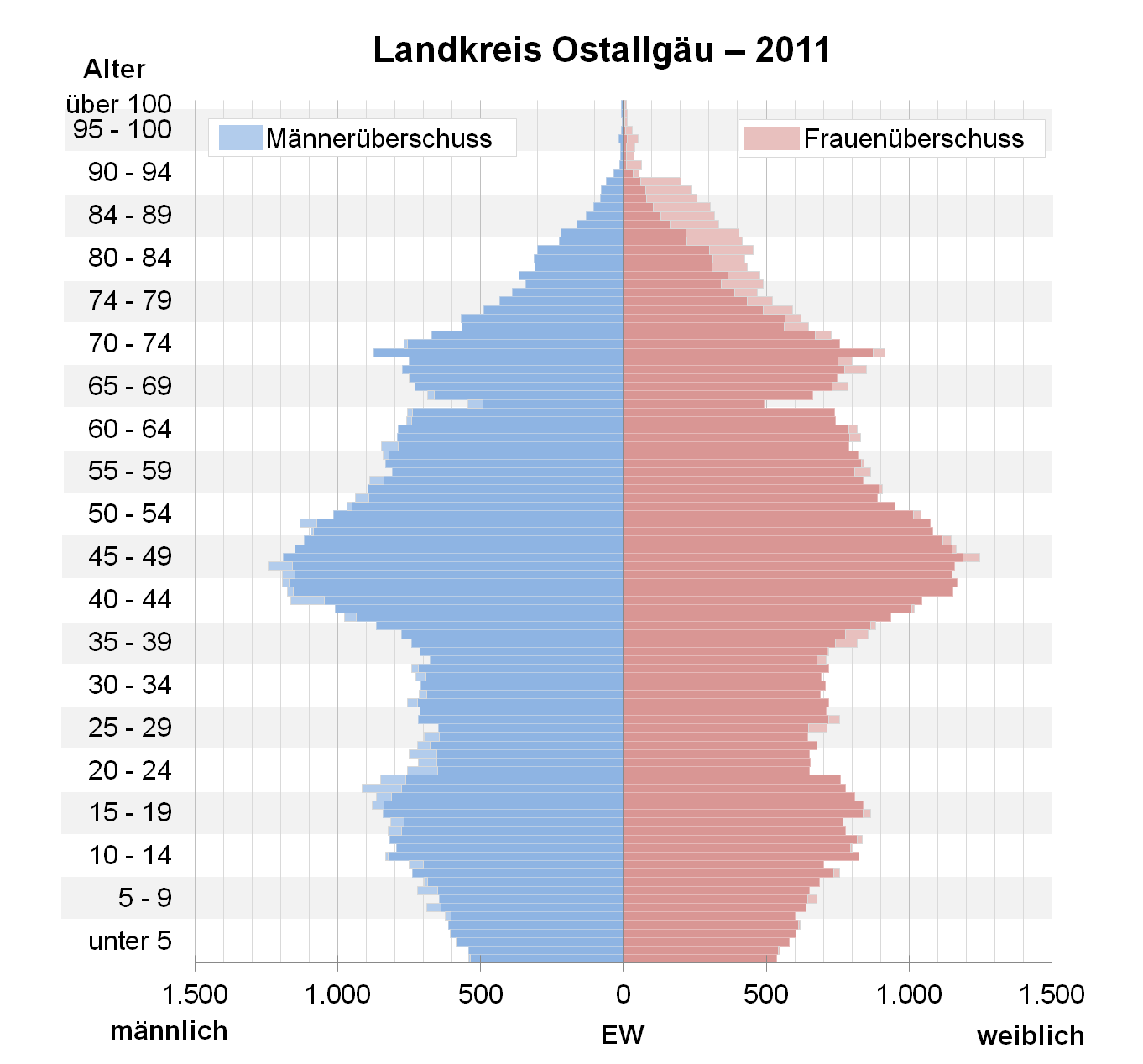
Bevölkerungspyramide für den Kreis Ostallgäu (Datenquelle: Zensus 2011.)

Der 1972 neu entstandene Landkreis Ostallgäu gewann bis 2005 über 28.000 Einwohner hinzu (= 26,6 %). Von 1988 bis 2008 wuchs er um über 18.000 Einwohner bzw. um rund 16 %. Ab 2006 war die Einwohnerzahl leicht rückläufig; sie stagnierte zwischen 2008 und 2013 bei rund 134.000. Seither steigt sie wieder deutlich auf über 140.000 Einwohner an.
Zwischen 1988 und 2018 wuchs der Landkreis von 115.954 auf 140.316 um 24.362 Einwohner bzw. um 21 % (entspricht dem schwäbischen Durchschnitt im genannten Zeitraum).
Nach dem Landkreis Garmisch-Partenkirchen ist der Landkreis Ostallgäu der am dünnsten besiedelte Landkreis in Südbayern. Ein Drittel der Kreisbevölkerung lebt in den drei Städten Buchloe (10 %), Füssen (11 %) und Marktoberdorf (13 %), zwei Drittel in den 42 ländlichen Gemeinden. Der Ausländeranteil beträgt 5,1 %.
| Jahr      | 1840   | 1900   | 1939   | 1950    | 1961   | 1970    | 1972    | 1979    | 1987    | 1990    | 1995    | 2000    | 2005    | 2010    | 2015    | 2020    |
| --------- | ------ | ------ | ------ | ------- | ------ | ------- | ------- | ------- | ------- | ------- | ------- | ------- | ------- | ------- | ------- | ------- |
| Einwohner | 47.366 | 59.033 | 68.901 | 107.029 | 99.038 | 105.135 | 106.414 | 109.542 | 114.547 | 121.743 | 127.068 | 131.546 | 134.766 | 133.881 | 137.709 | 141.907 |

Der Landkreis Ostallgäu liegt unter allen 294 Landkreisen Deutschlands auf Platz 78 hinsichtlich der Fläche und Platz 162 bezogen auf die Einwohnerzahl (Stand: 31. Dezember 2019).

## Politik

### Kreistag
Die Kreistagswahl 2020 führte zu folgender Sitzverteilung im Kreistag:
| Kreistagswahl 2020Wahlbeteiligung: 63,7 % (+3,7 %) %50403020100 40,418,518,36,35,13,82,62,52,10,4n. k. CSUFWGrüneSPDAfDJOfÖDPBPFDPLinkeFW/FWGkGewinne und Verlusteim Vergleich zu 2014 %p 20 18 16 14 12 10 8 6 4 2 0 −2 −4 −6 −8−10−12−14−16−18−3,2+18,5+6,5−5,1+5,1+0,4−0,8−4,2+0,4−18,0CSUFWGrüneSPDAfDJOÖDPBPFDPLinkeFW/FWGAnmerkungen:f Junges Ostallgäuk Freie Wähler/Freie Wählergemeinschaft | Sitzverteilung im Kreistag Ostallgäu seit 2020Insgesamt 60 Sitze - SPD: 4 - Grüne: 11 - ÖDP: 2 - JO: 2 - FDP: 1 - FW: 11 - CSU: 24 - BP: 2 - AfD: 3 |

| Parteien und Wählergemeinschaften | Parteien und Wählergemeinschaften            | 2020   | 2020   | 2014   | 2014   | 2008   | 2008   | 2002   | 2002   | 1996   | 1996   |
| Parteien und Wählergemeinschaften | Parteien und Wählergemeinschaften            | %      | Sitze  | %      | Sitze  | %      | Sitze  | %      | Sitze  | %      | Sitze  |
| --------------------------------- | -------------------------------------------- | ------ | ------ | ------ | ------ | ------ | ------ | ------ | ------ | ------ | ------ |
| CSU                               | Christlich-Soziale Union in Bayern           | 40,4   | 24     | 43,6   | 26     | 42,4   | 26     | 49,8   | 31     | 49,2   | 31     |
| FW                                | Freie Wähler Bayern                          | 18,5   | 11     | 0–     | 0–     | 0–     | 0–     | 0–     | 0–     | 0–     | 0–     |
| Grüne                             | Grüne Bayern                                 | 18,3   | 11     | 11,8   | 07     | 9,6    | 06     | 8,3    | 05     | 9,8    | 06     |
| SPD                               | SPD Bayern                                   | 6,3    | 04     | 11,4   | 07     | 9,9    | 06     | 14,4   | 09     | 16,8   | 10     |
| AfD                               | AfD Bayern                                   | 5,1    | 03     | 0–     | 0–     | 0–     | 0–     | 0–     | 0–     | 0–     | 0–     |
| JO                                | Junges Ostallgäu                             | 3,8    | 02     | 3,4    | 02     | 3,5    | 02     | 0–     | 0–     | 0–     | 0–     |
| ÖDP                               | Ökologisch-Demokratische Partei              | 2,6    | 02     | 3,4    | 02     | 2,4    | 01     | 0–     | 0–     | 0–     | 0–     |
| BP                                | Bayernpartei                                 | 2,5    | 02     | 6,7    | 04     | 4,1    | 02     | 4,7    | 02     | 4,7    | 02     |
| FDP                               | FDP Bayern                                   | 2,1    | 01     | 1,7    | 01     | 2,8    | 02     | 2,4    | 01     | 2,6    | 01     |
| Linke                             | Die Linke Bayern                             | 0,4    | 0–     | 0–     | 0–     | 0–     | 0–     | 0–     | 0–     | 0–     | 0–     |
| FW/FWG                            | Freie Wähler Bayern/Freie Wählergemeinschaft | 0–     | 0–     | 18,0   | 11     | 0–     | 0–     | 0–     | 0–     | 0–     | 0–     |
| FWG                               | Freie Wählergemeinschaft                     | 0–     | 0–     | 0–     | 0–     | 25,2   | 15     | 20,4   | 12     | 17,0   | 10     |
| gesamt                            | gesamt                                       | 100,0  | 60     | 100,0  | 60     | 99,9   | 60     | 100,0  | 60     | 100,1  | 60     |
| Wahlbeteiligung                   | Wahlbeteiligung                              | 63,7 % | 63,7 % | 60,0 % | 60,0 % | 64,0 % | 64,0 % | 65,0 % | 65,0 % | 67,9 % | 67,9 % |

### Landrätin

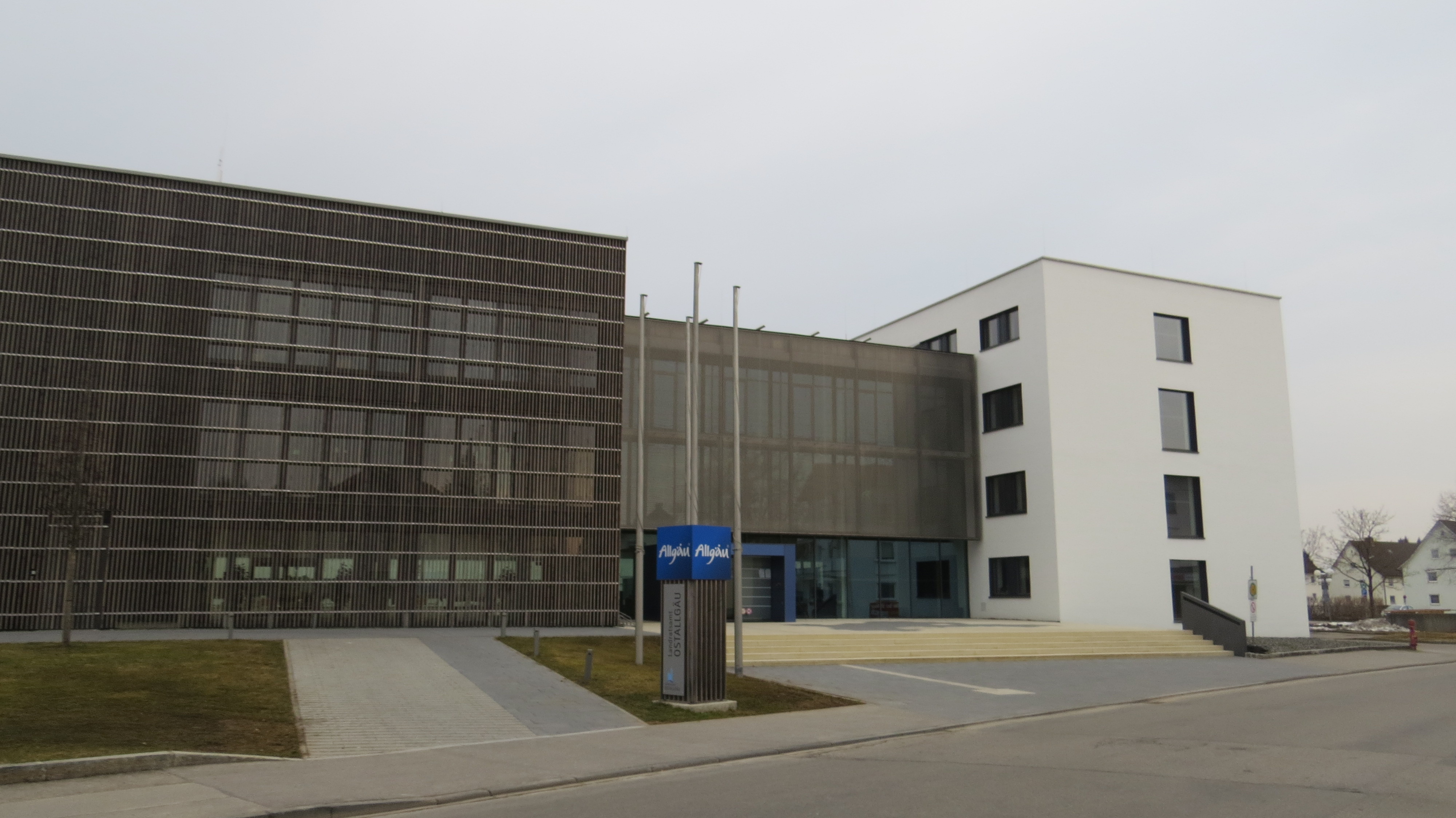
Landratsamt Ostallgäu

Seit 2014 ist Maria Rita Zinnecker (CSU) die Landrätin des Landkreises Ostallgäu.

### Wappen
| Wappen des Landkreises Ostallgäu | Blasonierung: „Unter blauem Schildhaupt, darin ein schreitender, golden gekrönter und golden bewehrter silberner Löwe, gespalten von Rot und Silber, vorne ein gestürztes silbernes Schwert, hinten ein wachsender roter Abtstab.“ |
| Wappen des Landkreises Ostallgäu | Wappenbegründung: Das Wappen soll das Entstehen der neuen Gebietskörperschaft versinnbildlichen; so finden sich darin Wappensymbole der früheren Landkreise Kaufbeuren, Marktoberdorf und Füssen wieder. Für den Landkreis Kaufbeuren steht der silberne Löwe des früheren Benediktinerstiftes Irsee und zugleich der Markgrafen von Ronsberg. Das Martinsschwert entstammt dem ehemaligen Landkreiswappen Marktoberdorfs und verweist auf den Sitz der Verwaltung des Landkreises Ostallgäu. Der Heilige Martin von Tours ist Orts- und Kirchenpatron von Marktoberdorf. Für Füssen steht der Abtstab, er verweist auf das ehemalige Benediktinerkloster St. Mang, die frühere Herrschaft des Hochstiftes Augsburg, das hauptsächlich um Buchloe und Füssen vertreten war, wird durch die Feldfarben rot und silber dargestellt. |

## Finanzen
Der Kreishaushalt 2018 beläuft sich auf 139,6 Mio. € (u. a. für Soziales 35,1 Mio. €, für Bildung 20,8 Mio. €, für Straßen 5,5 Mio. €). Die Pro-Kopf-Verschuldung liegt 2018 bei 216 €.

## Wirtschaft und Infrastruktur
Der Landkreis belegt lt. Magazin Focus Money 2014 bei der Wirtschaftskraft unter 387 untersuchten Kreisen und kreisfreien Städten in Deutschland den 8. Platz. Im „Zukunftsatlas“ von Prognos liegt das Ostallgäu unter den vorderen 20 % von 402 Kreisen und kreisfreien Städten.

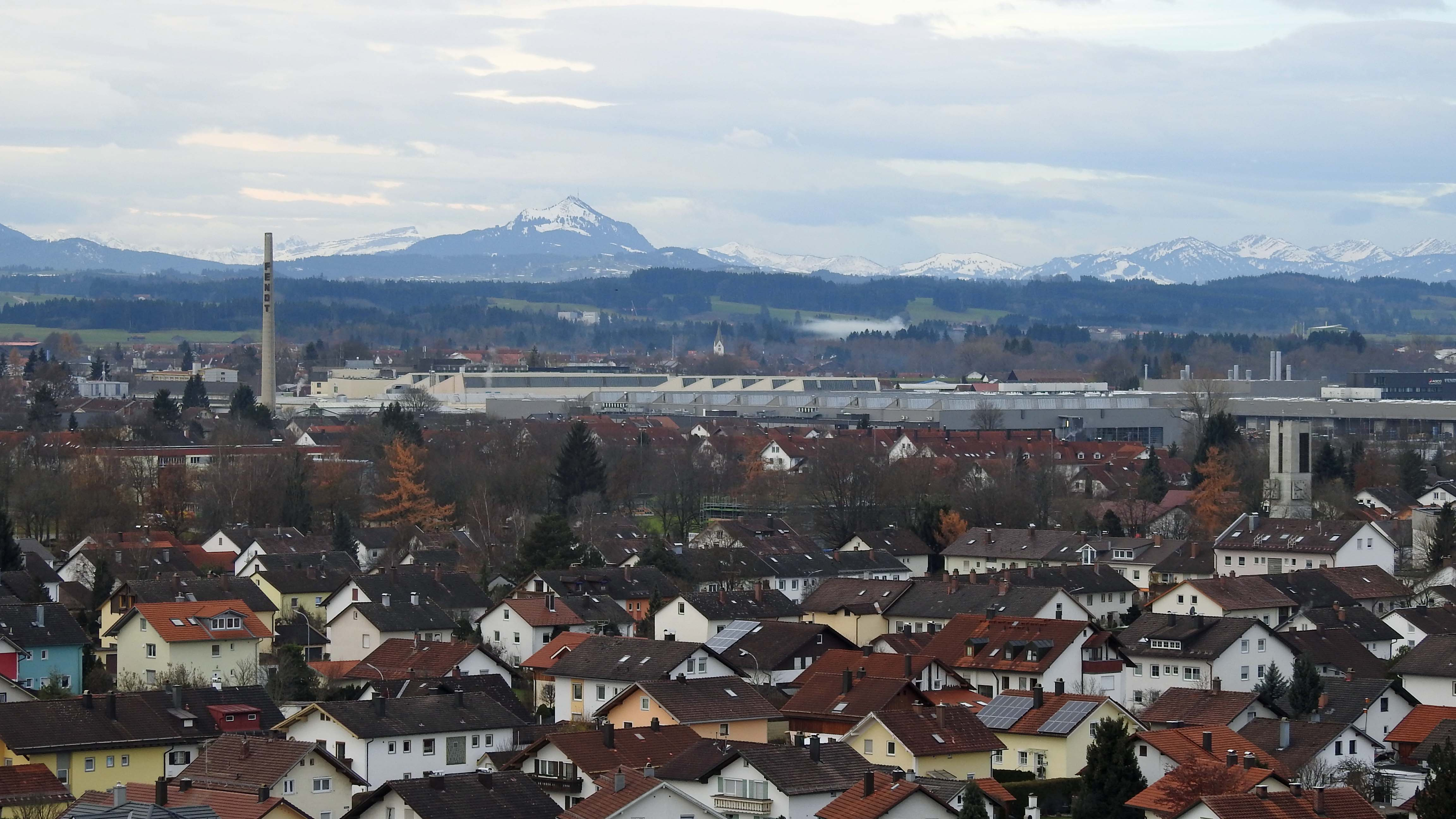
AGCO Fendt in Marktoberdorf

Bedeutende Unternehmen im Landkreis sind der Automobilhersteller Alpina Burkard Bovensiepen und die Karwendel-Werke in Buchloe, sowie der Traktorenhersteller AGCO Fendt in Marktoberdorf, eine Niederlassung der Nestlé S.A. in Biessenhofen, die Otto Bihler Maschinenfabrik in Halblech und Füssen, die Firma Deckel Maho in Pfronten und der finnische Verpackungshersteller Huhtamaki in Ronsberg.
Während im südlichen Landkreis der Tourismus („Königswinkel“) eine große Rolle spielt, sind die Mitte und der Norden neben zahlreichen mittelständischen Betrieben noch stärker landwirtschaftlich (Milchwirtschaft) geprägt.
Die Arbeitslosigkeit war und ist niedrig (Oktober 2018: 1,9 %).

### Banken
Im Landkreis gibt es noch mehrere selbständige Banken.
Altkreis Kaufbeuren
- Gabler-Saliter Bank
- Raiffeisenbank Baisweil-Eggenthal-Friesenried eG
- Raiffeisenbank Kirchweihtal eG

Altkreis Marktoberdorf
- Raiffeisenbank Aitrang-Ruderatshofen
- Raiffeisenbank Bidingen
- Raiffeisenbank Wald-Görisried

Altkreis Füssen
- Raiffeisenbank Südliches Ostallgäu eG

Des Weiteren haben diese Banken Zweigstellen im Landkreis:
- Sparkasse Allgäu
- VR Bank Augsburg-Ostallgäu eG
- Raiffeisenbank im Allgäuer Land eG
- Unicredit Bank

## Gemeinden
Der Landkreis Ostallgäu hat 45 Gemeinden, davon 3 Städte und 7 Märkte. 35 Gemeinden gehören 10 Verwaltungsgemeinschaften an.
(Einwohner am 31. Dezember 2024)
| Städte 1. Buchloe (13.815) 2. Füssen (15.287) 3. Marktoberdorf (18.617) Märkte 1. Irsee (1596) 2. Kaltental (1720) 3. Nesselwang (3789) 4. Obergünzburg (6387) 5. Ronsberg (1658) 6. Unterthingau (2786) 7. Waal (2372) Weitere Gemeinden 1. Aitrang (2056) 2. Baisweil (1367) 3. Bidingen (1870) 4. Biessenhofen (4254) 5. Eggenthal (1416) 6. Eisenberg (1103) 7. Friesenried (1479) 8. Germaringen (3860) 9. Görisried (1333) 10. Günzach (1362) 11. Halblech (3357) 12. Hopferau (1230) 13. Jengen (2606) 14. Kraftisried (927) 15. Lamerdingen (2235) 16. Lechbruck am See (2731) 17. Lengenwang (1512) 18. Mauerstetten (3229) 19. Oberostendorf (1490) 20. Osterzell (700) 21. Pforzen (2404) 22. Pfronten (7687) 23. Rettenbach am Auerberg (924) 24. Rieden (1447) 25. Rieden am Forggensee (1399) 26. Roßhaupten (2272) 27. Rückholz (1007) 28. Ruderatshofen (1726) 29. Schwangau (3263) 30. Seeg (3061) 31. Stötten am Auerberg (1999) 32. Stöttwang (1938) 33. Untrasried (1683) 34. Wald (1156) 35. Westendorf (1937) | Verwaltungsgemeinschaften 1. Biessenhofen (Gemeinden Aitrang, Bidingen, Biessenhofen und Ruderatshofen) 2. Buchloe (Stadt Buchloe, Markt Waal und Gemeinden Jengen und Lamerdingen) 3. Eggenthal (Gemeinden Baisweil, Eggenthal und Friesenried) 4. Obergünzburg (Markt Obergünzburg und Gemeinden Günzach und Untrasried) 5. Pforzen (Markt Irsee und Gemeinden Pforzen und Rieden) 6. Roßhaupten (Gemeinden Rieden a.Forggensee und Roßhaupten) 7. Seeg (Gemeinden Eisenberg, Hopferau, Lengenwang, Rückholz, Seeg und Wald) 8. Stötten am Auerberg (Gemeinden Rettenbach a.Auerberg und Stötten a.Auerberg) 9. Unterthingau (Markt Unterthingau und Gemeinden Görisried und Kraftisried) 10. Westendorf (Markt Kaltental und Gemeinden Oberostendorf, Osterzell, Stöttwang und Westendorf) |  |

## Verkehr

### Straßenverkehr

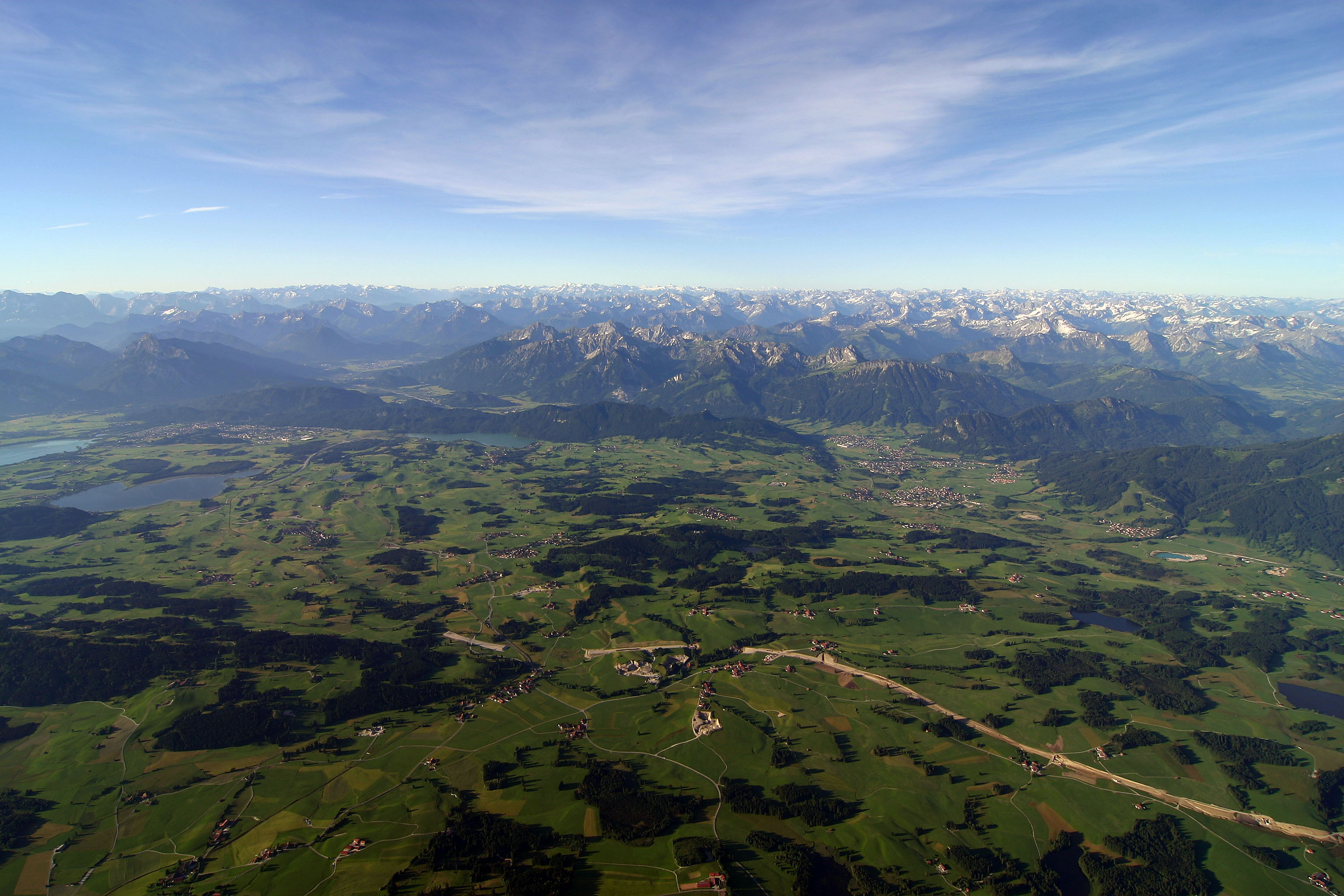
Neubau der A 7 bei Füssen

An das deutsche Autobahnnetz ist der Landkreis Ostallgäu über die Bundesautobahn 7 angeschlossen, welche seit 1992 in mehreren Bauabschnitten durch den Landkreis bis Füssen verlängert wurde. Ebenfalls quert im Norden die Bundesautobahn 96 bei Buchloe den Kreis. Weitere Hauptverkehrsadern sind die Bundesstraße 12 und die Bundesstraße 16. Weitere Bundesstraßen sind die Bundesstraße 17 und die Bundesstraße 310 im südlichen Landkreis. In Marktoberdorf endet zudem die Bundesstraße 472, die vom Irschenberg über Miesbach, Bad Tölz und Schongau ins Allgäu führt. Die frühere Bundesstraße 309 von Kempten zur Bundesgrenze bei Pfronten wurde zum 1. Januar 2016 zur Staatsstraße 2520 herabgestuft.

### Bahnverkehr

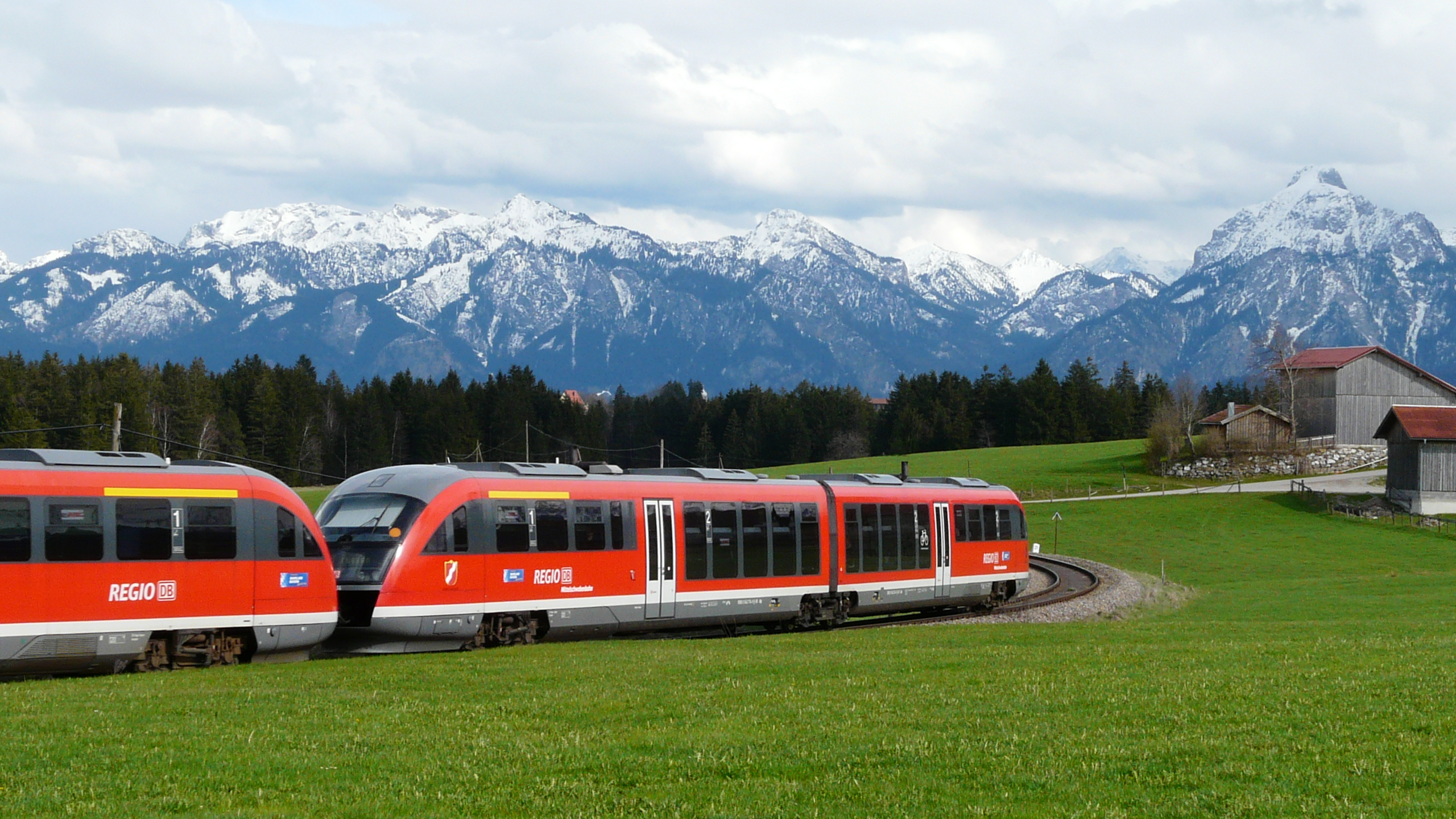
DB Regio im Ostallgäu

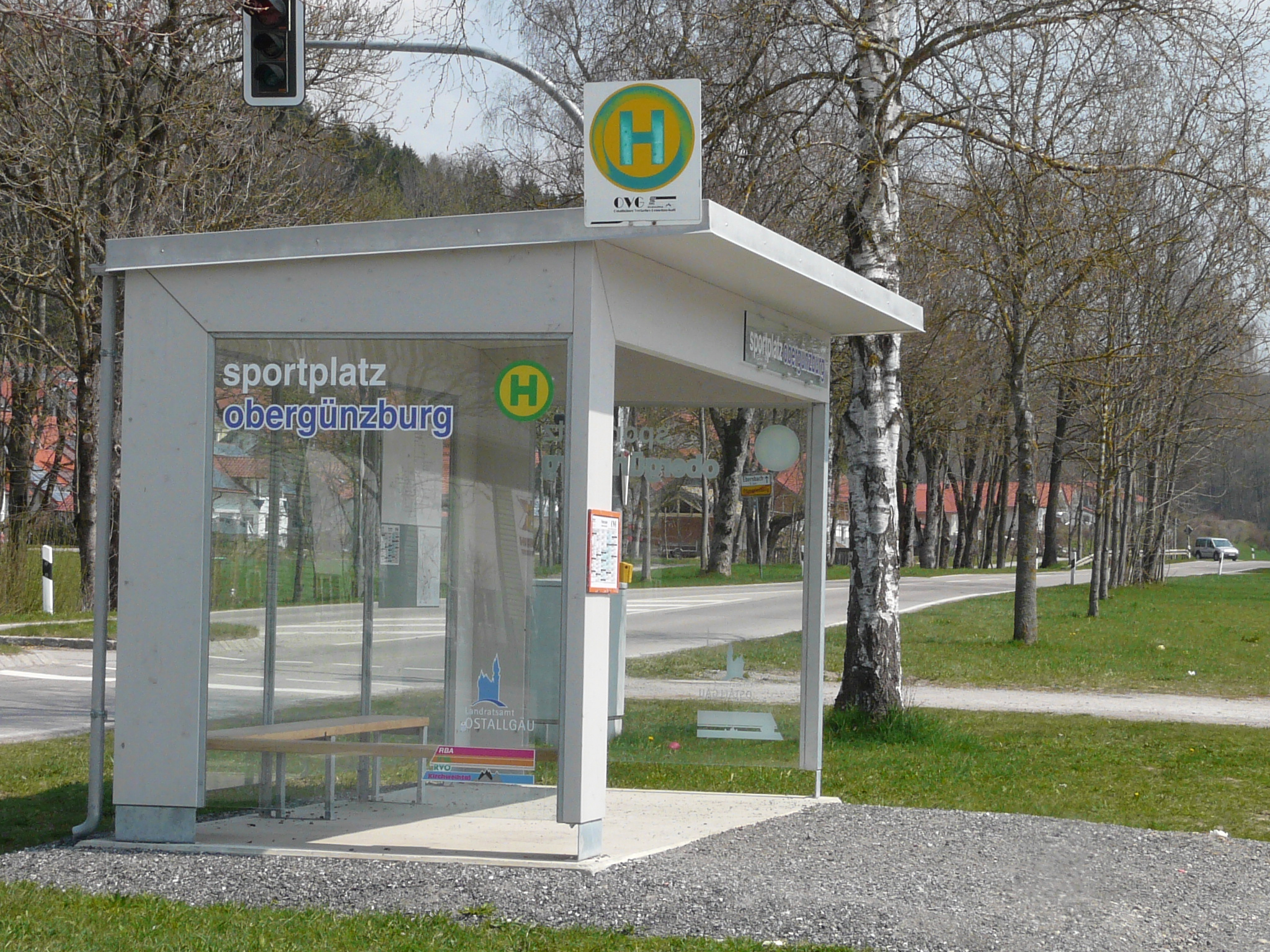
Buswartehäuschen des Landkreises Ostallgäu

Schon 1847 führte die Ludwigs-Süd-Nord-Bahn ihre Strecke von Augsburg nach Süden bis Kaufbeuren und 1852 weiter nach Kempten. Die Ost-West-Linie der Bayerischen Staatsbahn von München nach Memmingen kam 1872/74 hinzu und machte Buchloe zum wichtigen Knotenpunkt.
Von der Süd-Nord-Bahn zweigt seit 1876 die Bahnstrecke Biessenhofen–Marktoberdorf ab, die 1899 ihre Fortsetzung nach Lechbruck fand. Eine weitere Stichbahn ins Alpenvorland, die Bahnstrecke Marktoberdorf–Füssen, war schon 1889 von der Lokalbahn Aktien-Gesellschaft aus München in Betrieb genommen worden.
Im äußersten Süden des Kreises liegt die Außerfernbahn Kempten–Reutte der Bayerischen Staatsbahn, die 1895 Pfronten-Ried erreichte und 1905 über die Grenze nach Tirol geführt wurde. 1913 wurde diese Verbindung bis ins oberbayerische Garmisch-Partenkirchen verlängert.
Eine Verbindung zwischen dem Endpunkt Füssen und dem nur vier Kilometer davon entfernten Haltepunkt Ulrichsbrücke-Füssen an der Außerfernbahn wurde immer wieder geplant, jedoch nie gebaut.
Eine letzte Ergänzung des Bahnnetzes stellte 1922/23 die Verbindung Kaufbeuren–Schongau durch die Deutsche Reichsbahn her. Diese Strecke wurde 1972 wieder stillgelegt, während die Bahn Marktoberdorf–Lechbruck schon 1963 aus dem Kursbuch verschwunden war. Das Netz, das maximal 153 km umfasst hatte, war um fast ein Drittel auf immerhin noch 111 km reduziert worden.
Auf den ehemaligen Bahnlinien Marktoberdorf–Lechbruck und Kaufbeuren–Schongau verläuft heute ein beliebter Radwanderweg, die ca. 80 km lange „Dampflokrunde“.

### Fahrradverkehr
Im Landkreis Ostallgäu verläuft der Radwanderweg Schlossparkradrunde sowie die Regionalrouten der RadReiseRegion Schlosspark im Allgäu. Durch den Landkreis verlaufen die Fernradwege D-9 Weser-Romantische Straße, Radweg der Via Claudia Augusta, Radrunde Allgäu, Bodensee-Königssee-Radweg und Lechradweg.

## Baudenkmäler
Siehe Baudenkmäler im Landkreis Ostallgäu

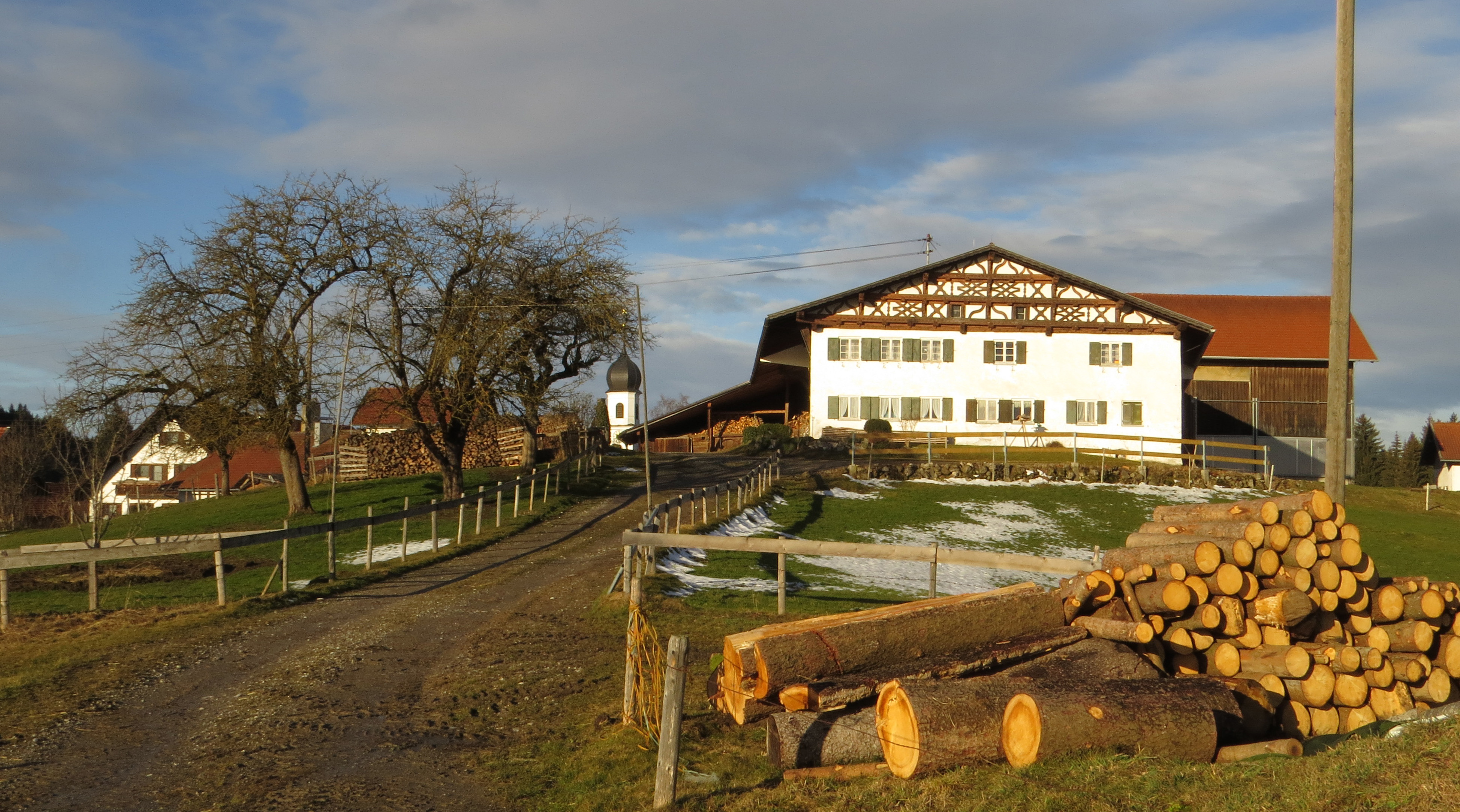
Ostallgäuer Bauernhaus in Stadels, Ende 17. Jh.

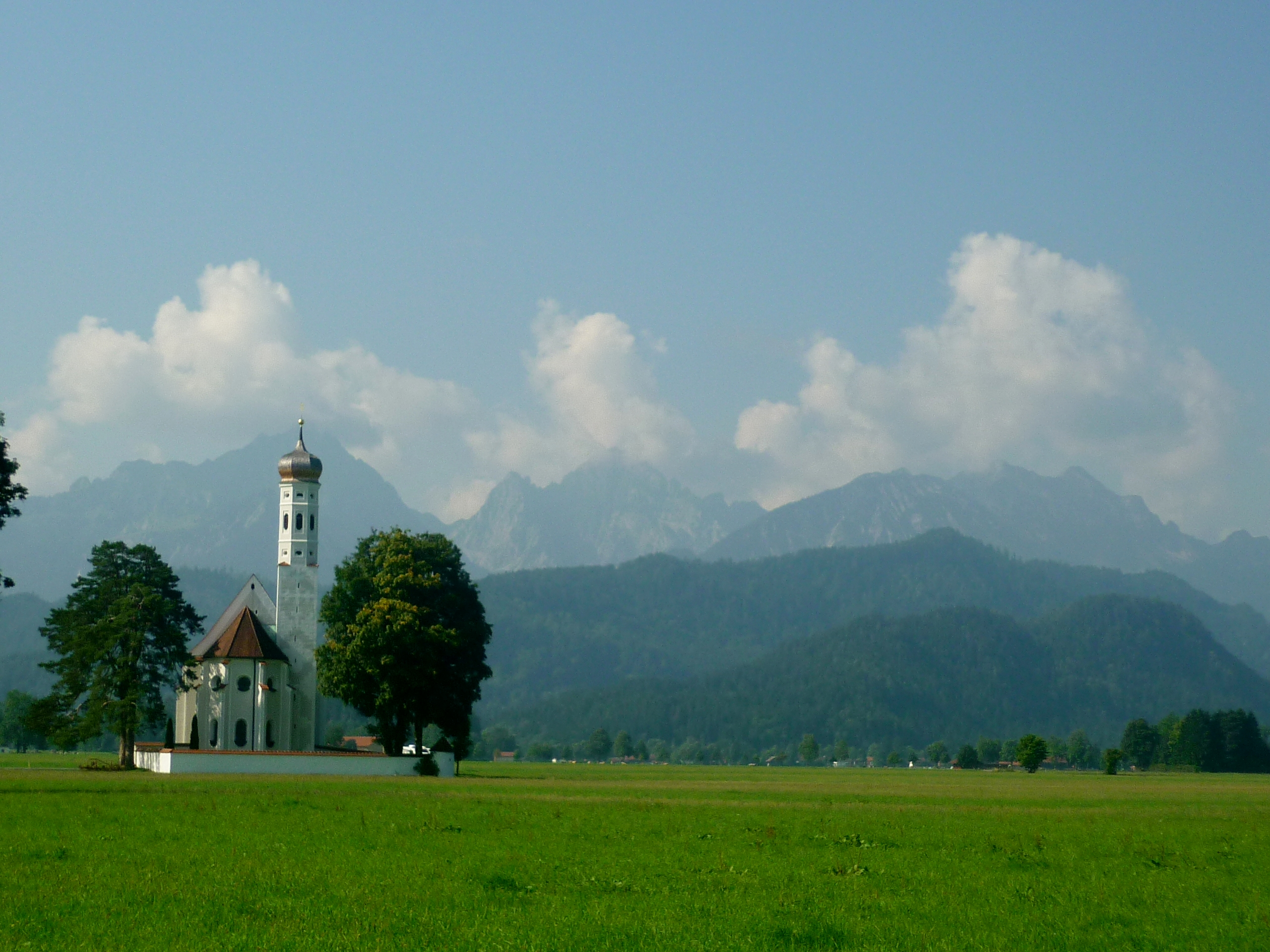
Landschaft im Ostallgäu bei Schwangau

## Dialekt
Der Landkreis liegt am Südostrand des alemannischen Sprachraums. Die südostschwäbische bzw. Ostallgäuer Mundart in der Mitte und im Süden zeichnet sich u. a. dadurch aus, dass sich mhd. ou zu geschlossenem oo entwickelt hat (z. B. glooba – glauben – oder Oog – Auge). Innerhalb des Landkreises sind von Nord nach Süd und von Nordwest nach Südost deutliche Unterschiede vernehmbar.

## Schutzgebiete

### Natur- und Landschaftsschutzgebiete
Im Landkreis gibt es 6 Naturschutzgebiete und 18 Landschaftsschutzgebiete.

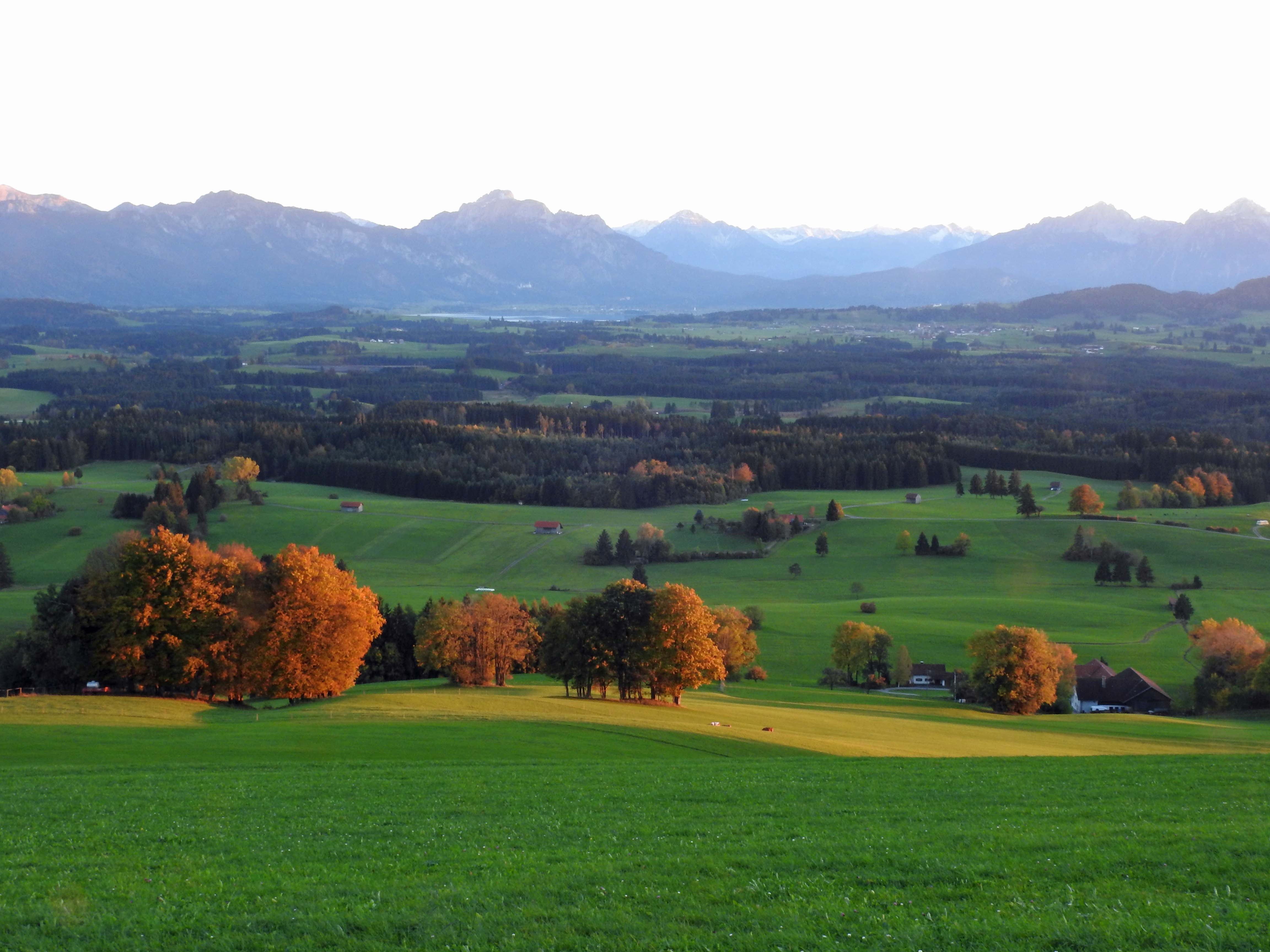
Herbstliches Ostallgäu vom Auerberg (1055 m ü. NHN)

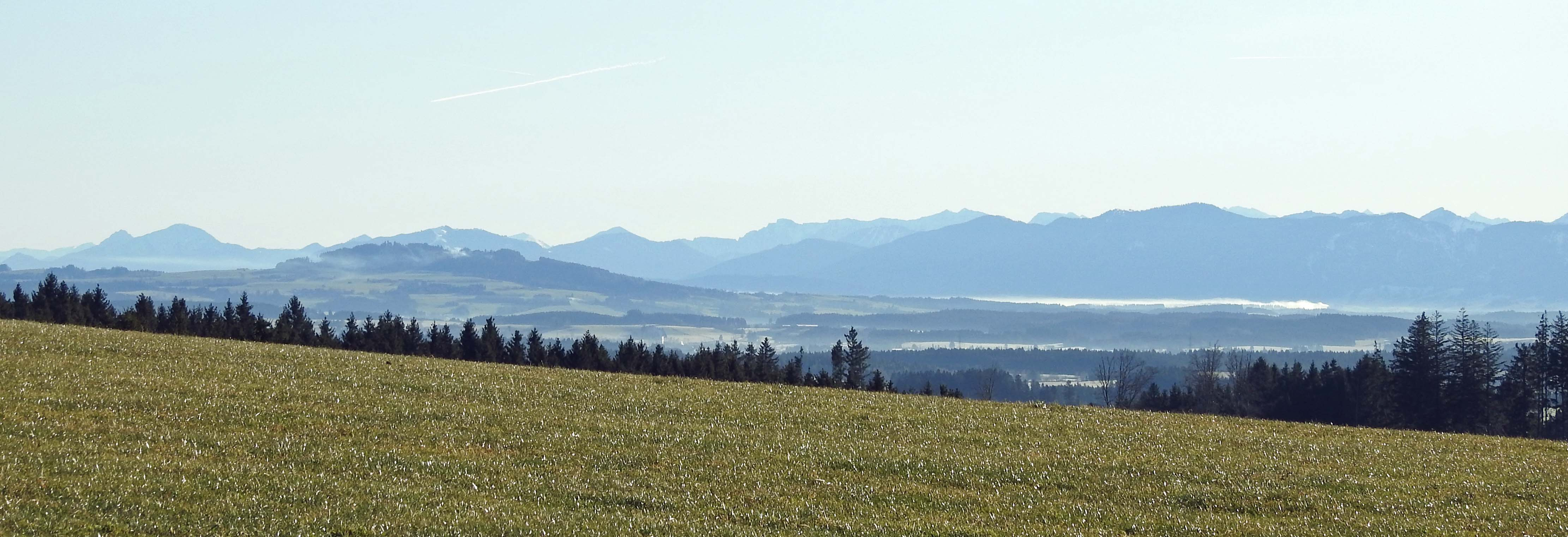
Blick vom Schlegelsberg bei Günzach über das mittlere Ostallgäu zum Auerberg und Ammergebirge

### Geotope
Im Landkreis befinden sich 43 (Stand September 2013) vom Bayerischen Landesamt für Umwelt ausgewiesene Geotope.

## Kfz-Kennzeichen
Als offizielles Unterscheidungszeichen dieses neuen Landkreises sollte das am 1. Juli 1956 für den Landkreis Marktoberdorf eingeführte Unterscheidungszeichen MOD fungieren. Das Kfz-Kennzeichen des Landkreises Füssen (FÜS) blieb nach der Auflösung dieses Landkreises am 1. Juli 1972 insbesondere wegen heftiger Proteste jedoch noch für einige Jahre gültig. Erst seit dem 1. August 1979 gilt für den gesamten Landkreis uneingeschränkt das am 12. Februar 1979 eingeführte Kfz-Kennzeichen OAL.
Seit dem 10. Juli 2013 sind aufgrund der Kennzeichenliberalisierung die Unterscheidungszeichen FÜS und MOD wieder im Landkreis Ostallgäu erhältlich.